# Augusto González de Linares
Augusto González de Linares (Valle de Cabuérniga, Cantábria, 1845 — Santander, 1º de maio de 1904) foi um geólogo, mineralogista e zoólogo espanhol.